# Bad Rosenthal
Bad Rosenthal war der Name einer Ausflugsgaststätte bei Netzschkau im sächsischen Vogtland. Sie bestand von 1895 bis 1953.

## Geografische Lage
Bad Rosenthal entstand auf der Ortsflur der Gemeinde Brockau unweit der Siedlung Eichmühle in der nordöstlichen Gemarkung von Brockau unterhalb des Netzschkauer Eichberges. Zur heute nicht mehr vorhandenen Eichmühle führt ein Mühlgraben, der noch existiert. Unweit davon wurde im Jahre 1895 die Ausflugsgaststätte Bad Rosenthal mit Klinkern und typischen Elementen des vogtländischen Heimatstils errichtet. Die Gaststätte erfreute sich reger Beleibtheit und warb damit, eine herrliche Waldsommerfrische mit großem schattigen Gartensaal für Gesellschaften und „gute Kaffeestation“ zu sein. In der zur Gaststätte gehörigen Garten- und Parkanlage gab es neben einer Liegewiese auch einen Teich und gepflegte Sitzgruppen.
Die Eröffnung einer Haltestelle für Kraftomnibusse in unmittelbarer Nähe der Gaststätte erhöhte nochmals den Zustrom von Gästen.
Im Zweiten Weltkrieg kam der Gastwirtschaftsbetrieb zum Erliegen und 1953 wurde das traditionelle Ausflugslokal abgerissen, wodurch auch der Name Bad Rosenthal verschwand.